# 湯淺亞實
湯淺亞實（日语：／ Yuasa Ami，1998年12月11日—），舞者名Ami，是一名日本女子霹靂舞運動員。她代表日本隊參加了巴黎舉行的2024年夏季奧林匹克運動會，並且在霹靂舞比賽上獲得金牌。
她是2018年和2023年紅牛BC One世界冠軍，以及2019年及2022年世界霹靂舞錦標賽冠軍。她是Good Foot團隊的成員。

## 早年生活和教育
湯淺出生於琦玉縣。她畢業於埼玉縣立川口高中和駒澤大學文學部英美文學系。

## 運動生涯
湯淺從小學一年級開始學習嘻哈，這是受到比她大四歲的姐姐Ayu的影響，並在五年級時開始跳霹靂舞。
2018年4月，湯淺贏得在蘇黎世舉行的Red Bull BC One的霹靂舞世界總決賽。2019年，她贏得在南京舉行的首屆世界霹靂舞錦標賽。2019年9月，湯淺贏得布達佩斯舉行的第一屆世界城市錦標賽。2020年11月，她贏得第二屆全日本霹靂舞大賽公開霹靂舞組冠軍。2021年，湯淺贏得在巴黎舉行的第三屆世界霹靂舞錦標賽。雖然未能連續兩次奪冠，但她和獲得第三名的姐姐Ayu一起登上了頒獎台。
湯淺參加了2022年世界運動會的體育舞蹈比賽，並贏得霹靂舞項目的金牌。2022年10月，她在首爾舉行的第四屆世界霹靂舞錦標賽中奪冠，這是她繼2019年奪冠後第二次奪冠。
湯淺代表日本參加2024年夏季奧林匹克運動會的霹靂舞比賽，並贏得金牌。